# 비디오 증후군
비디오 증후군은 유아기부터 시작된 과도한 비디오나 텔레비전 시청으로 인해 유사 발달장애, 유사 자폐, 언어 장애, 사회성 결핍 등을 겪게 되는 정신 질환이다. 이것의 위험성으로 인해 미국소아과학회에서는 만 2세 미만의 아이에게는 텔레비전과 비디오 시청을 금하고 있다.
24개월 이전에 형형색색의 자극적인 영상에 노출이 되면 뇌에 치명적인 장애가 생긴다. 이는 아직 학계에 자세히 발표가 되지 않은 정신병으로 치료사례가 자세히 알려지지 않았고 실제로 거의 치료가 불가능하다. 왜냐하면 뇌가 아직 발달하지 않았을 때 자극이 가해졌기 때문에 선천적인 영구장애가 되는 것이다.
또한 24개월 이후라 할지라도 뇌가 완전히 발달한 것이 아니므로 비디오 시청은 주의해야 한다. 7세 이전에는 아예 비디오를 보여주지 않는 것이 안전하다고 할 것이다.

## 같이 보기
- 텔레비전 중독